# Protorthodes orobia
Protorthodes orobia là một loài bướm đêm trong họ Noctuidae.